# Chaleponcus mozambiquensis
Chaleponcus mozambiquensis är en mångfotingart som beskrevs av Kraus 1966. Chaleponcus mozambiquensis ingår i släktet Chaleponcus och familjen Odontopygidae. Inga underarter finns listade i Catalogue of Life.